# Pars (satrapie)
Persis of Pars was een satrapie (provincie) in het Perzische rijk. Oorspronkelijk sloeg de naam op een landstreek in de buurt van het Zagrosgebergte en het Urmiameer in het noordwesten van het huidige Iran. De naam van het land Perzië werd er rechtstreeks van afgeleid. Na verloop van tijd verschoof de streek die men 'Persis' noemde naar het zuidwesten van het huidige Iran, waar zich nu de provincie Fars bevindt.